# Reliance Building
Das Reliance Building ist ein Hochhaus in der US-amerikanischen Stadt Chicago und war der erste Wolkenkratzer, dessen Fassade überwiegend mit Glas verkleidet war.

## Architektur
Der Bau wurde in zwei Phasen errichtet. Das Erdgeschoss und der erste Stock wurden von John Wellborn Root entworfen. Die darüber liegenden Geschosse wurden von Charles B. Atwood ausgeführt, der dem 1891 verstorbenen „John Root“ im Architekturbüro von Daniel Hudson Burnham folgte. Der Wechsel ist in der Architektur zu sehen. Das Untergeschoss ist ohne Ornamente und dunkel verkleidet, während die Fassade der 13 Bürogeschosse offen und transparent gestaltet ist. Atwood setzt das sogenannte Chicago-Fenster ein, bei dem eine große Glasscheibe vor die Fassadenebene gestellt ist, während zwei schmale Scheiben an den Seiten geöffnet werden können.

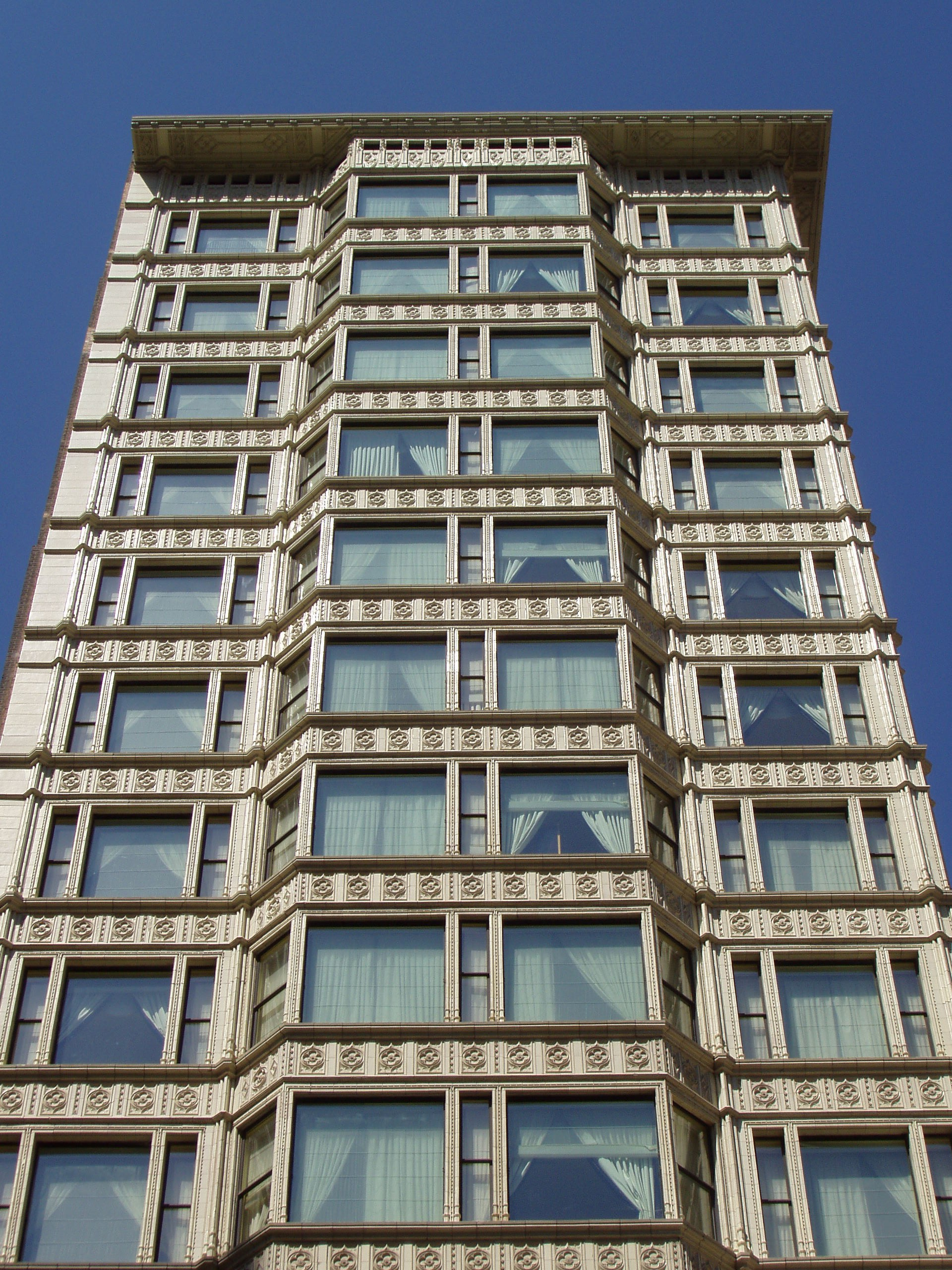
Fassade

## Denkmalschutz
Das Reliance Building ist seit Oktober 1970 im National Register of Historic Places als Baudenkmal eingetragen. Am 7. Januar 1976 wurde es als National Historic Landmark anerkannt. 1995 wurde es zusätzlich in die Kategorie Chicago Landmark aufgenommen. Im November 1998 wurde das Reliance Building ein Contributing Property des Loop Retail Historic District.